# Parc d'État de Mackinac Island
Pour les articles homonymes, voir Mékinac (homonymie).
Le Parc d'État de Mackinac Island  (anglais : Mackinac Island State Park) est une réserve naturelle et historique située sur l’île Mackinac dans le Comté de Mackinac dans l'État du Michigan au nord-est des États-Unis.

## Histoire

Carte topographique de l'île Mackinac.

Deux batailles se déroulent sur l’île durant la Guerre de 1812. Le fort Mackinac, construit avant la guerre par les américains, sera conquis par les britanniques les premiers jours de la guerre alors que les défenseurs américains du fort n’étaient pas au courant de l'enclenchement des hostilités. Le fort Holmes, construit par les britanniques en 1812 pour améliorer les défenses du fort Mackinac, ne sera jamais conquis par les américains et ce n’est que grâce au Traité de Gand en 1815 que le lieu repassera sous domination américaine.
Le parc est créé en 1875 en tant que parc national (Mackinac National Park). Il s’agit alors du second parc national du pays après le Yellowstone. En 1895, le gouvernement fédéral offre le parc à l’État du Michigan. Le parc perd ainsi son statut de parc national alors qu’il devient par la même occasion le premier parc d’État du Michigan.

## Description

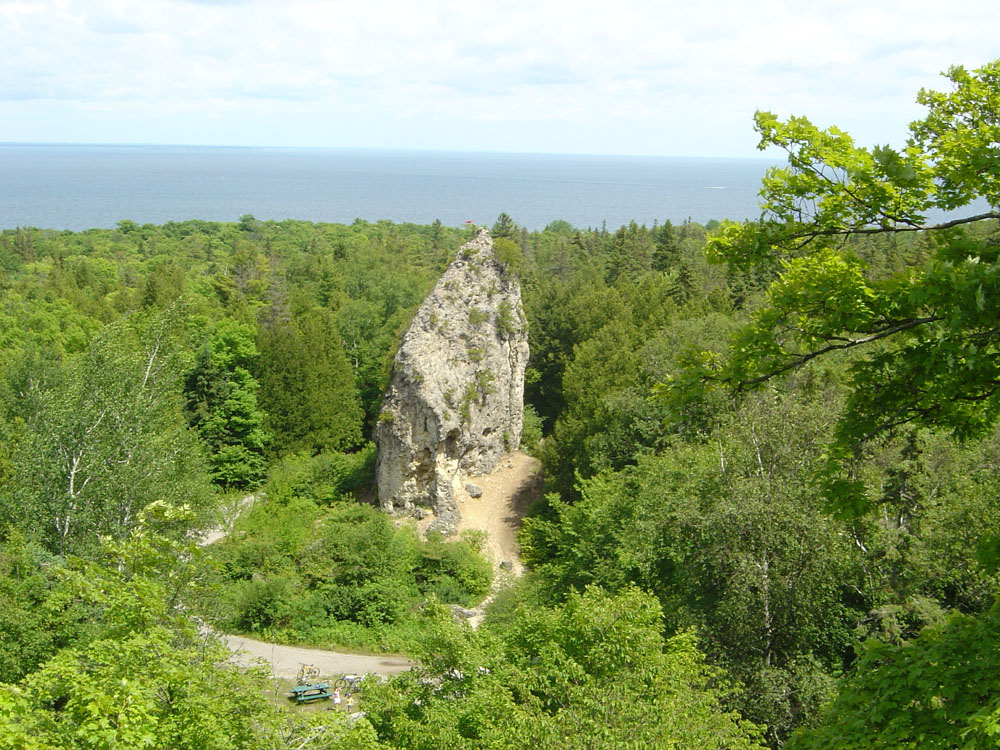
Sugar Loaf.

Le parc s’étend sur environ 80 % de l’île Mackinac au nord-ouest du  lac Huron. Sa superficie est d’environ 7 km². Il abrite le fort Mackinac, le fort Holmes, plusieurs sites historiques classés mais également un aéroport régional. Plusieurs curiosités géologiques sont présentes dans le parc comme l’arche naturelle en roche calcaire dénommée Arch Rock, haute de 45 mètres. Parmi les autres sites géologiques de l’île se trouvent les grottes de Devil's Kitchen et de Skull Cave ainsi que la pointe rocheuse de Sugar Loaf.